# كأس أذربيجان 1993
كأس أذربيجان 1993 (بالأذرية: 1993 Azərbaycan Kuboku)‏ هو الموسم 2 من كأس أذربيجان. أقيم خلال الفترة 17 مارس 1993 وحتى 28 مايو 1993، وأشرف على تنظيمه اتحاد أذربيجان لكرة القدم، وكان عدد الأندية المشاركة فيه 24، وفاز فيه نادي قره باغ.